# Бєсєдін Станіслав Олексійович
Бесєдін Станіслав Олексійович (нар. 25 січня 1986, Харків) — український автогонщик, пілот команди XADO Motorsport. В 2008 р. закінчив ХНАДУ — факультет Механіка транспортних засобів за спеціальністю Автоматика й автоматизація транспорту. Працює в підрозділі ХАДО-Сервіс начальником зміни.

## Спортивна біографія
Кар'єру автоспортсмена розпочав з 16-ти років, в аматорському слаломі й аматорському авторалі. З гонщиком Миколою Чмихом (мол.) три рази вигравали ралі «Дружба» і «Золота Осінь». З 18 років зайнявся автоспортом професійно.
З 2004 року по 2008 рік брав участь у чемпіонаті України з автокросу. У 2006 році став срібним призером України в цій дисципліні. Того ж року отримав звання Майстер спорту України.
З 2008 році перейшов у дисципліну Кільцеві перегони, де став бронзовим призером Чемпіонату України по кільцевим перегонам. У 2009 році став чемпіоном України по шосейно-кільцевим перегонам.
У 2010 році перейшов в авторалі. Сезон закінчив зі званням Чемпіона у своєму класі У9 та володарем Кубка України.

## Родина
Одружений, має двох дітей.

## Спортивні досягнення
- 2004 — 3-є місце у Чемпіонаті України з автокросу
- 2006 — 2-е місце у Чемпіонаті України з автокросу в класі 7Н
- 2008 — 2-е місце в Чемпіонаті з кільцевих перегонів у класі «Лада 1500», 3-є місце в Чемпіонаті країни з гірських перегонів
- 2009 — 2-е місце в Чемпіонаті України з шосейно-кільцевих перегонів у класі «Лада 1500»
- 2010 — Чемпіон і володар Кубка України з ралі в класі У9